# یه گله جا
یه گله جا یک مجموعهٔ تلویزیونی محصول سال ۱۳۹۶ به کارگردانی تلویزیونی علیرضا محمودزاده ، علی مختارزاده، نویسندگی محمد کاظم اخوان و  تهیه‌کنندگان سید محسن مناجاتی و مجید قناد می‌باشد، که از برنامه کودک و نوجوان شبکهٔ دو پخش شد.

## داستان فیلم
اول شخصیت عمو قناد می‌باشد، و شخصیت‌های نمایشی چون «داداشی»، «مامان قندی»، «مچاله چرخی» و... در آن به ایفای نقش می‌پردازند.
- محور اصلی برنامه سلامتی، تندرستی و بهداشت خانواده شاد و مفرح «یه گله جا» است که با مشارکت وزارت بهداشت، درمان و آموزش پزشکی تهیه شده است.[۵]